# Reine Pokou (roman)
Reine Pokou est un roman de l'écrivaine franco ivoirienne Véronique Tadjo. Paru en 2005 aux éditions Actes Sud, l'oeuvre remporte le Grand Prix littéraire d'Afrique noire dans la même année.